# 1914. Les Atrocités allemandes

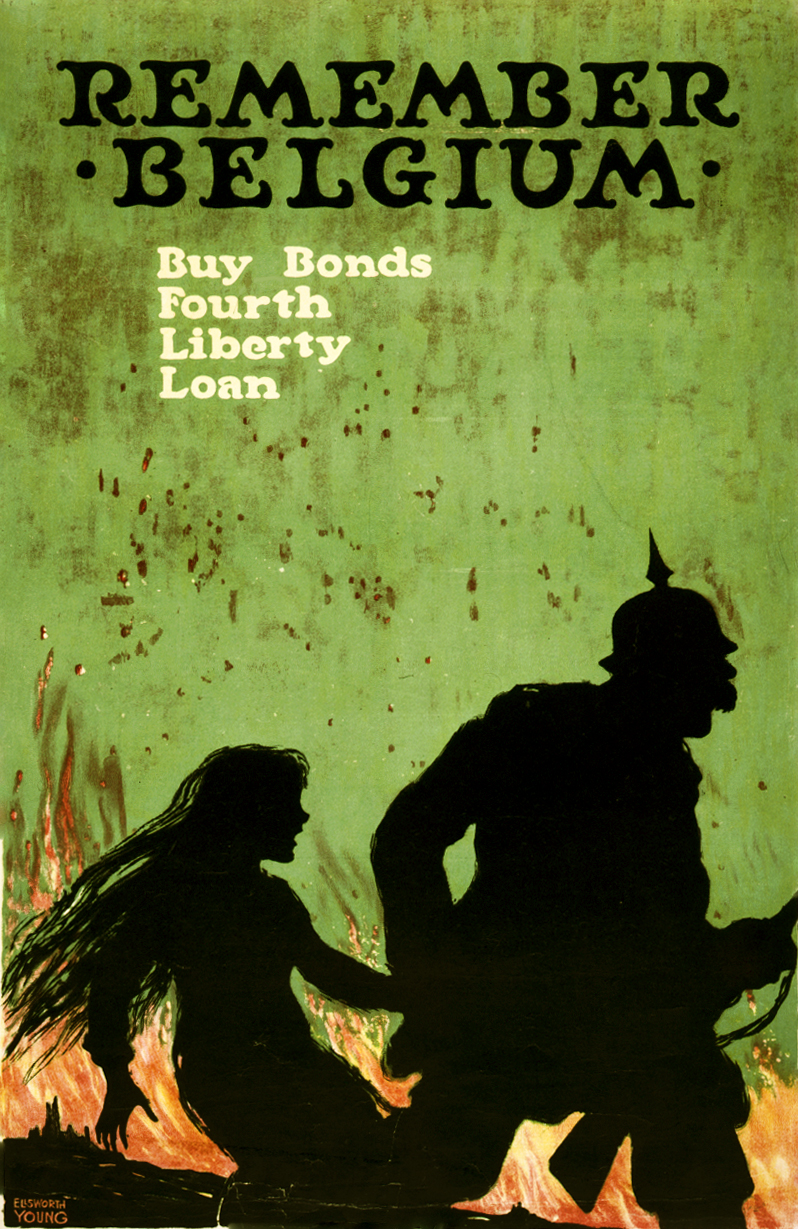
Cette affiche américaine d'Ellsworth Young évoquant les atrocités allemandes en Belgique est reproduite en noir et blanc dans l'ouvrage: page 470, illustration 35.

1914. Les Atrocités allemandes, sous-titré La Vérité sur les crimes de guerre en France et en Belgique est un livre paru en Irlande en 2001 sous le titre German Atrocities, puis en France en 2005 et en 2011. L'édition de 2011 est parue chez Tallandier, collection Texto. Il a été rédigé par John Horne et Alan Kramer, professeurs d'histoire contemporaine au Trinity College de Dublin. Il a été traduit de l'anglais par Hervé-Marie Benoît.
Le livre parle des exactions commises par l'armée impériale allemande en août et septembre 1914 au début de la Première Guerre mondiale.
Ce texte très dense et documenté comporte 40 illustrations, plusieurs annexes et un index. Les notes, les sources et la bibliographie ne sont pas dans l'ouvrage mais sont consultables sur le site Internet de l'éditeur.

## Sitographie
- Nicolas Offenstadt, « Enquête sur une vérité disputée », Le Monde daté du 11 novembre 2011, page 6 du cahier Le Monde des Livres.
- « Débat sur "Les atrocités allemandes" », lemonde.fr, 17 novembre 2014.